# Tuburán (Cebú)
Tuburán es un municipio en la provincia de Cebú, en Filipinas. Conforme al censo del 2007, tiene 53.663 habitantes.
Tuburán es el pueblo de origen del líder revolucionario Arcadio Maxilom. La Arcadio Maxilom Memorial Library, en el Museo de Tuburán, se llama así en honor a él.

## Barangayes
Tuburán se subdivide administrativamente en 54 barangayes.
| - Alegría - Amatugan - Antipolo - Apalan - Bagasawe - Bakyawan - Bangkito - Bulwang - Kabangkalan - Kalangahan - Kamansi - Kan-an - Kanlunsing - Kansi - Caridad - Carmelo - Cogón - Colonia | - Daan Lungsod - Fortaliza - Ga-ang - Gimama-a - Jagbuaya - Kabkaban - Kagba-o - Kampoot - Kaorasan - Libo - Lusong - Macupa - Mag-alwa - Mag-antoy - Mag-atubang - Maghan-ay - Mangga - Mármol | - Molobolo - Montealegre - Putat - San Juan - Sandayong - Santo Niño - Siotes - Sumon - Tominjao - Tomugpa - Barangay I (Población) - Barangay II (Población) - Barangay III (Población) - Barangay IV (Población) - Barangay V (Población) - Barangay VI (Población) - Barangay VII (Población) - Barangay VIII (Población) |